# Saline Bad Friedrichshall

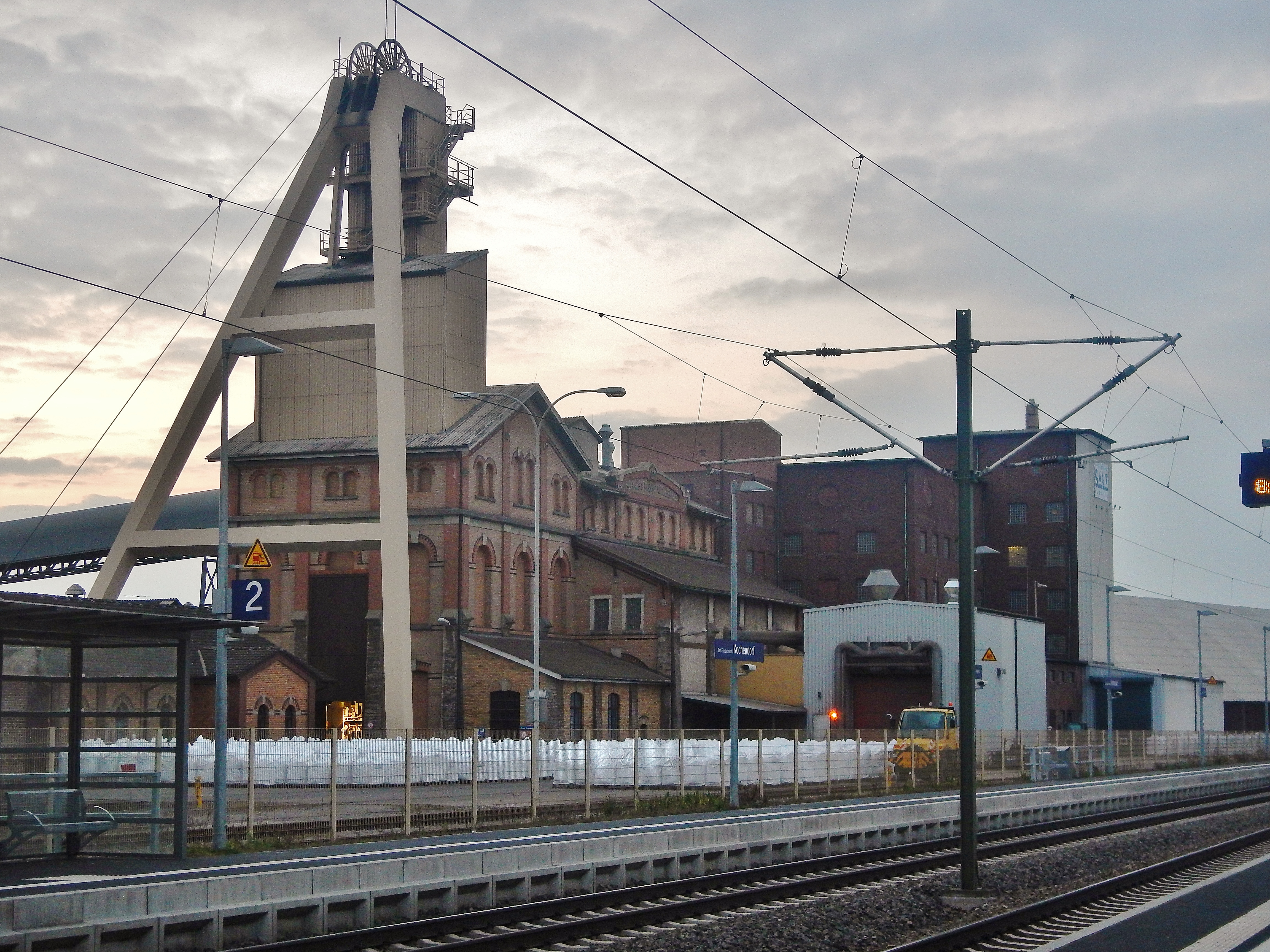
Die heutige Saline befindet sich auf dem Gelände des Salzbergwerks Bad Friedrichshall

Die Saline Bad Friedrichshall (von 1817 bis 1820 Saline Friedrichshall, von 1820 bis 1900 Königlich Württembergische Saline Friedrichshall, von 1900 bis 1969 Staatliche Saline Friedrichshall) ist eine 1817 gegründete Saline der Südwestdeutsche Salzwerke AG in der baden-württembergischen Stadt Bad Friedrichshall. Die Saline hat eine jährliche Produktionskapazität von 180.000 Tonnen Siedesalz.

## Geschichte

### Fund des Salzlagers und Gründung der Saline
Die Geschichte der Salzgewinnung in Bad Friedrichshall begann im Jahre 1816, als in Jagstfeld durch Bergrat Bilfinger in 150 Metern Tiefe erstmals in Mitteleuropa ein festes Steinsalzlager angebohrt wurde. Damit wurde ein für die damalige Zeit einzigartiger Salzreichtum nachgewiesen. Am 16. April 1817 erteilte der württembergische König Wilhelm I. die Baugenehmigung eines Siedhauses mit einer Siedpfanne für die Saline Friedrichshall sowie die Erlaubnis zum Abteufen eines Schachtes. Noch im selben Jahr wurden die Gebäude errichtet und am 14. Januar 1818 ging die Saline in Betrieb. Im März 1819 wurden weitere Bohrlöcher errichtet und Sole mittels Pumpen gefördert. Nachdem der königlich württembergische Leibarzt Carl Christoph Friedrich von Jäger die Reinheit der Sole bestätigte, wurde im Jahr 1820 schließlich die Königlich Württembergische Saline Friedrichshall gegründet und das Gelände auf der Jagstfelder Markung für diese projektiert. Die Bezeichnung Friedrichshall ist ein Andenken an den Vater des Königs, Friedrich, der 1816 die Bohrungen veranlasst hatte. Wegen eines Wassereinbruchs beschränkte man sich vorerst auf die Gewinnung durch Soleversiedung.
Ab 1821 bis zum Ende des Salzmonopols in Bayern 1868 wurde die bayrische Rheinpfalz von der Saline Friedrichshall mit Salz versorgt. Bis 1825 wurde zur Stromversorgung der Saline der Salinenkanal errichtet.

### Entwicklung der Saline

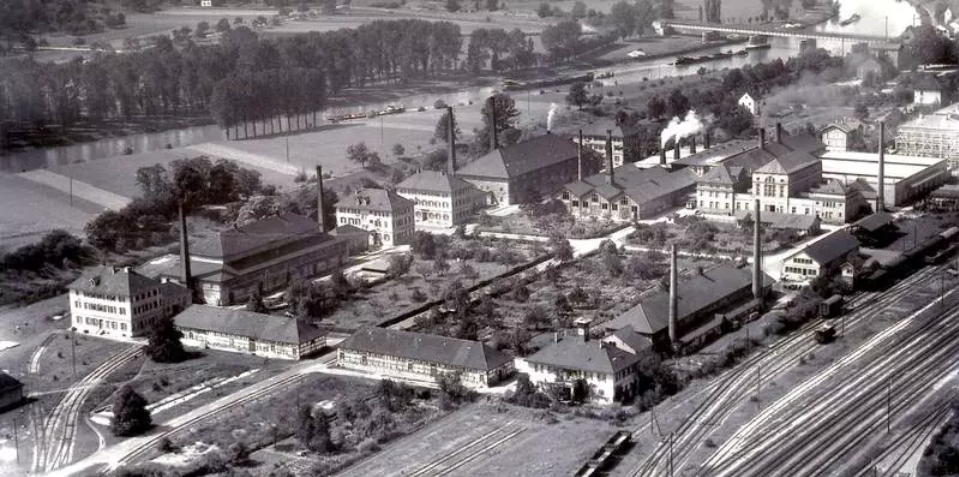
Salinengelände in Jagstfeld im August 1957

Von 1828 bis 1936 bildete die Saline Friedrichshall mit den Salinen Clemenshall im Nachbarort Offenau, Ludwig (Bad Rappenau) und Ludwigshall (Bad Wimpfen) zum Schutz vor ihren entsprechenden Konkurrenten das Salz-Verkaufskartell Neckarsalinenverein, das älteste und am längsten wirksame deutsche Wirtschaftskartell.
1848 übernahm Friedrichshall die Verwaltung sowie die Kassenführung der Saline Clemenshall, 1859 nahm man unter der Leitung des Geologen und Salinisten Friedrich von Alberti die bergmännische Salzgewinnung im Schacht Friedrichshall auf. Seit der Aufnahme des Schachtbetriebs wurden die unmittelbar bei der Saline befindlichen Bohrlöcher aufgegeben und an den Neckar gegenüber von Wimpfen im Tal verlegt. Über die Bohrlöcher wurde die zur Verdampfung gelangende Sole herausgepumpt. Zu dieser Zeit fanden in Friedrichshall Siedesalzerzeugung auf dem Salinengelände und Steinsalzerzeugung im Bergwerk gleichzeitig statt.
1900 wurden Clemenshall, Wilhelmshall in Rottweil sowie Friedrichshall mit Salzbergwerk zu einem neuen Unternehmen, der Staatlichen Saline Friedrichshall zusammengeschlossen. Im Jahre 1901 erreichte das Unternehmen eine höhere Steinsalzproduktion als die höchste in Friedrichshall jemals erreichte. 1928 wurde eine große Pfannenanlage mit vier Unterkesselpfannen und einem großen Salzmagazin errichtet. Aufgrund ihrer Kapazitäten war die Staatliche Saline Friedrichshall in der Lage, die Produktion der 1924 stillgelegten Salinen in Sulz am Neckar, Schwäbisch Hall und der 1929 stillgelegten Saline in Offenau zu leisten.

### Verlegung des Salinenbetriebs an das Salzbergwerk
Neben der Siedesalzgewinnung in Jagstfeld wurde auch am Kochendorfer Bergwerk aus Steinsalz durch Vakuumverdampfung Siedesalz gewonnen. 1965 wurde die Südwestdeutsche Salinen GmbH als Betriebs- und Vertriebsgesellschaft für die Vereinigte Badische Staatssalinen Dürrheim-Rappenau AG und die Staatliche Saline Friedrichshall gegründet. 1968 verschmolzen die Südwestdeutschen Salinen GmbH und die Vereinigte Badische Staatssalinen Dürrheim-Rappenau AG zur Südwestdeutsche Salz AG mit Sitz in Bad Friedrichshall. Die Pfannensaline auf dem Salinengelände in Bad Friedrichshall wurde 1969 aufgegeben, was das Ende der staatlichen Saline in Bad Friedrichshall darstellt. Der Salinenstandort wurde an das Bergwerk verlegt, wo weiterhin aus Steinsalz durch Vakuumverdampfung Siedesalz gewonnen wird. Das ehemalige Salinengelände in Jagstfeld wurde zwischenzeitlich zum größten Teil mit einem Gewerbegebiet überbaut – die Straßennamen Saline und Salinenstraße sowie einzelne erhalten gebliebene Gebäude erinnern an den einstigen Salinenbetrieb.
Im Jahre 1971 entstand die Südwestsalz-Vertriebs GmbH mit Sitz in Bad Friedrichshall, als Vertriebsgesellschaft zwischen der Salzwerk Heilbronn AG und der Südwestdeutsche Salz AG. Im gleichen Jahr fusionierten die beiden zur Südwestdeutsche Salzwerke AG mit Sitz in Heilbronn und die verbliebenen Pfannensalinen in Bad Dürrheim und Bad Rappenau wurden aus wirtschaftlichen Gründen stillgelegt. Somit verblieb lediglich die Saline Bad Friedrichshall am Salzbergwerk zur Siedesalzgewinnung.
Nachdem 1991 „175 Jahre Salz aus Bad Friedrichshall“ gefeiert wurden, wurde 1995 die Südsalz GmbH gegründet: Zu dieser gehören das Salzbergwerk Berchtesgaden, die Saline Bad Reichenhall, die bisherige Vertriebsgesellschaft Bad Reichenhaller Salz sowie die Saline Bad Friedrichshall und die bisherige Südwestsalz Vertriebs GmbH in Bad Friedrichshall.
Seit der Einstellung der Steinsalzförderung in Bad Friedrichshall im Jahr 1994 wird in der Saline Bad Friedrichshall nur noch das Heilbronner Steinsalz in Wasser gelöst und in einer Vakuumverdampferanlage in Form von Siedesalz wieder gewonnen und in Veredelungsschritten verschiedene Siedesalzprodukte hergestellt.